# Friendly Fires
Friendly Fires — английский музыкальный коллектив из Сент-Олбанса, образованный в 2006 году.

## История
Музыканты Friendly Fires познакомились в Школе Сент-Олбанса. В 13-летнем возрасте они организовали первую группу — постхардкорный коллектив под названием First Day Back, в котором играли песни Green Day и других рок-исполнителей до тех пор, пока не поступили в университет. В течение этого времени вокалист Эд Макфарлейн выпускал собственную музыку (под своим именем) на лейблах Skam и Precinct Recordings. После окончания университета они сформировали новую группу, звучание которой было вдохновлено танцевальной музыкой, «плавными шугейзовыми мелодиями» и классическими поп-песнями. По словам музыкантов, в наибольшей степени на них повлияла музыка немецкого техно-лейбла Kompakt, Карла Крэйга и Принса. Коллектив был назван Friendly Fires в честь одноимённой песни Section 25, первого трека из альбома Always Now.
Сингл «Paris», выпущенный в 2007 году, был отмечен в газете The Guardian, журнале NME и радиопрограмме Зейна Лоу на BBC Radio 1. Группа начала активно гастролировать и в сентябре 2008 года выпустила дебютный альбом, названный просто Friendly Fires. Диск занял 21-е место в британском хит-параде и получил золотой сертификат от BPI. Коллектив был номинирован на Mercury Prize в 2009 году, а в следующем году — на Brit Awards в двух категориях: «Британский прорыв» и «Лучшая британская группа».
Второй альбом Friendly Fires под названием Pala вышел в мае 2011 года и достиг шестого места на родине музыкантов, а также дебютировал в США.

## Дискография

### Студийные альбомы
- Friendly Fires (2008)
- Pala (2011)
- Inflorescent (2019)

### Синглы
- «On Board» (2007)
- «Paris» (2007)
- «Jump in the Pool» (2008)
- «Skeleton Boy» (2009)
- «Kiss of Life» (2009)
- «Hold On» (2010)
- «Live Those Days Tonight» (2011)
- «Hawaiian Air» (2011)
- «Hurting» (2011)
- «Blue Cassette» (2011)
- «Love Like Waves» (2018)
- «Heaven Let Me In» (2018)
- «Lack of Love» (2019)
- «Silhouettes» (2019)
- «Offline» (совместно с Friend Within) (2019)